# 滨湖富施尔
滨湖富施尔是奥地利萨尔茨堡州萨尔茨堡城郊县的一个市镇。总面积21.4平方公里，总人口1474人，人口密度68.9人/平方公里（31.12.2009年）。